# Rock With You (보아의 노래)
〈Rock With You〉는 가수 보아의 싱글이다. 일본에서 11번째로 발매된 싱글이며, 전작 〈DOUBLE〉에 이어 한국어판으로도 발매되었다. 한국에서는 2번째로 발매된 싱글이다.

## 곡 설명
댄스곡을 전문적으로 불러왔던 이전과는 달리, 이 곡은 제목에서 느껴지듯 록 스타일의 곡이다. 강하고 빠른 비트가 특징인 이 곡은 일본의 휴대 전화 광고 음악으로 쓰여 2003년 10월 말부터 전파를 탔다. 뮤직 비디오는 보아가 록커로 변신해 어두운 창고에서 밴드의 연주에 맞춰 노래를 부르는 모습, 댄서들과 노래에 맞춰 춤을 추는 모습으로 구성되어 있고, 후반부에는 보아가 무술복으로 갈아입고 무술을 선보이는 모습도 촬영되어 있다. 뮤직 비디오에서처럼 방송 무대에서도 록커 분장을 하고 출연했으며, 한국 방송 무대에서는 같은 소속사의 록 밴드로, 데뷔를 준비중이었던 TRAX와 함께 출연하기도 했다.
한국어판에는 이 곡이 한국어로 번안되었는데, 번안 과정에서 일본어판의 뮤직 비디오를 그대로 사용하기 위해 일본어 가사와 발음을 유사하게 만들려는 흔적들이 엿보인다. 일본어판의 가사 "うわさは (우와사와 / 소문은)"가 한국어판에서는 "woo 사랑과"로 번안된 것이나, "キミという (키미토 유우 / 그대라는)"가 "give me, do you"로 번안된 것, 가사 "今すぐ (이마스구 / 지금 바로)"가 "이 밤 so good"으로 번안된 것을 예로 들 수 있다. 실제로 한국어판의 뮤직 비디오는 일본어판을 다시 편집해 놓은 영상이며, 위에 언급된 가사 부분이 일본어판의 영상과 일치하고 있다.
일본어판에는 커플링 곡으로 신곡이 수록되지 않고, 〈DOUBLE〉의 영어 버전이 수록되었고, 한국어판에는 〈아틀란티스 소녀〉의 리믹스 버전과 일본 정규 2집 《VALENTI》에 수록되었던 발라드 곡 〈Moon & sunrise〉가 한국어 버전으로 수록되었다.
일본어판 〈Rock With You〉는 2004년 1월 15일 발매된 일본 정규 3집 《LOVE & HONESTY》에 첫 번째 트랙으로 수록되었다. 한편, 한국어판 싱글 〈Rock With You〉는 비슷한 시기 발매된 스페셜 앨범 《SHINE WE ARE》와 함께 구매자가 직접 가사집을 인쇄하고 전곡 MP3를 다운로드하여 CD를 만드는 디지털 앨범 형태로도 발매되어 눈길을 끌었다.

## 방송 출연 목록
| 한국 활동        |                            |                                          |
| 2003년 12월 7일  | SBS 인기가요               | 컴백스페셜 Shine We Are + Rock With You  |
| 2003년 12월 10일 | 2003 KMTV Music Award      | Atlantis Princess + Rock With You        |
| 2003년 12월 13일 | MBC 음악캠프               |                                          |
| 2003년 12월 21일 | KBS & CCTV 한중 가요제     |                                          |
| 2003년 12월 26일 | SBS 보아 & 브리트니 스페셜 |                                          |
| 2004년 2월 4일   | Mnet 프라임콘서트          | KOFACE 행사 Shine We Are + Rock With You |
| 2004년 2월 14일  | MTV MTV Asia Award 2004    | 한국, 일본 공동 대표로 참석              |
| 일본 활동        |                            |                                          |
| 2003년 11월 29일 | NHK POPJAM                 |                                          |
| 2003년 12월 5일  | 아사히TV Music Station     |                                          |
| 2003년 12월 7일  | TBS CDTV                   |                                          |
| 2003년 12월 11일 | TBS 우타방                 |                                          |
| 2003년 12월 27일 | 후지TV HEY! HEY! HEY!      |                                          |
| 2003년 12월 31일 | TBS CDTV 프리미어 라이브   | Shine We Are! + Valenti + Rock With You  |

## 트랙 리스트
일본 발매반
1. Rock With You
2. DOUBLE (English Version)
3. Rock With You (Instrumental)
4. DOUBLE (Instrumental)

한국 발매반
1. Rock With You
2. 아틀란티스 소녀 (Atlantis Princess)_Just FiCTiOn Mix 2003
3. Moon & Sunrise
4. Rock With You (Instrumental)
5. 아틀란티스 소녀 (Atlantis Princess)_Just FiCTiOn Mix 2003 (Instrumental)
6. Moon & Sunrise (Instrumental)